# Pentaceraster magnificus
Pentaceraster magnificus is een naam voor een zeester uit de familie Oreasteridae. Het betreft hier waarschijnlijk een niet langer geaccepteerde naam. Aanmaak van dit artikel was vermoedelijk het gevolg van een inconsistentie in het databestand waaruit deze naam is overgenomen. De enige soort met het epitheton magnificus die Goto in 1914 publiceerde was Oreaster magnificus, een naam die inmiddels gesynonymiseerd is met Pentaceraster regulus.
Deze wetenschappelijke naam werd in 1914 gepubliceerd door Seitaro Goto.